# Celotes
Celotes es un género de mariposas ditrysias de la familia Hesperiidae. 

## Especies
- Celotes limpia Burns, 1974
- Celotes nessus (Edwards, 1877)
- Celotes spurcus A.D.Warren, Steinhauser, Hernández-Mejía & Grishin, 2008